# Jamaica International Invitational 2011
Jamaica International Invitational 2011 – mityng lekkoatletyczny, który odbył się 7 maja w Kingston. Zawody należą do cyklu World Challenge Meetings rozgrywanego pod egidą IAAF.

## Rezultaty
| WL – najlepszy tegoroczny wynik na listach światowych |

### Mężczyźni
| Konkurencja:               | 1. miejsce               | Rezultat | 2. miejsce        | Rezultat | 3. miejsce        | Rezultat |
| Bieg na 100 m              | Yohan Blake              | 9,80w    | Daniel Bailey     | 9,94w    | Mike Rodgers      | 9,96w    |
| Bieg na 200 m              | Nickel Ashmeade          | 19,95 WL | Steve Mullings    | 20,15    | Wallace Spearmon  | 20,18    |
| Bieg na 400 m              | Chris Brown              | 45,37    | Renny Quow        | 45,43    | Jermaine Gonzales | 45,52    |
| Bieg na 800 m              | Khadevis Robinson        | 1:46,25  | Duane Solomon     | 1:46,37  | Karjuan Williams  | 1:47,26  |
| Bieg na 1500 m             | Peter van der Westhuizen | 3:45,19  | Derek Scott       | 3:45,24  | Rob Myers         | 3:45,32  |
| Bieg na 110 m przez płotki | Andrew Turner            | 13,28    | Terrence Trammell | 13,39    | Dwight Thomas     | 13,41    |
| Bieg na 400 m przez płotki | Justin Gaymon            | 48,58    | Kerron Clement    | 48,74    | Danny McFarlane   | 49,04    |
| Trójskok                   | Samyr Laine              | 16,80    | Brandon Roulhac   | 16,38    | Alphonso Jordan   | 15,92    |
| Pchnięcie kulą             | Adam Nelson              | 21,24    | Noah Bryant       | 20,46    | Cory Martin       | 19,93    |

### Kobiety
| Konkurencja:               | 1. miejsce                | Rezultat   | 2. miejsce                                           | Rezultat | 3. miejsce               | Rezultat |
| Bieg na 100 m              | Carmelita Jeter           | 10,86 WL   | Kelly-Ann Baptiste                                   | 10,94    | Sherone Simpson          | 11,07    |
| Bieg na 200 m              | Shelly-Ann Fraser – Price | 22,10w     | Veronica Campbell-Brown                              | 22,37w   | Debbie Ferguson-McKenzie | 22,78w   |
| Bieg na 400 m              | Novlene Williams-Mills    | 50,71      | Rosemarie Whyte                                      | 51,15    | Kaliese Spencer          | 51,30    |
| Bieg na 800 m              | Kenia Sinclair            | 1:58,41 WL | Phoebe Wright                                        | 1:59,98  | Molly Beckwith           | 2:00,08  |
| Bieg na 100 m przez płotki | Tiki James                | 12,88w     | Vonette Dixon                                        | 12,98w   | Candice Davis            | 13,11w   |
| Bieg na 400 m przez płotki | Melaine Walker            | 55,60 WL   | Nicole Leach                                         | 56,08    | Danielle Gilchrist       | 57,67    |
| Skok wzwyż                 | Sheree Francis            | 1,85       | Viktoria Andonova Kimberly Williamson Deirdre Mullen | 1,85     |                          |          |
| Trójskok                   | Kimberly Williams         | 14,25      | Ayanna Alexander                                     | 13,55    |                          |          |